# Francis S. Hoyt
Francis Southack Hoyt (Lyndon, Vermont, 1822. november 5. – Craftsbury, Vermont, 1912. január 21.) amerikai lelkész és oktató, a Willamette Egyetem első rektora, valamint feleségével oktatója. Az Ohiói Wesleyan Egyetem és a Baldwin Egyetem oktatója, illetve számos kiadvány szerkesztője.

## Fiatalkora
Hoyt 1822. november 5-én született Lucinda Hoyt (született Freeman) és Benjamin Ray Hoyt gyermekeként. Édesapja lelkész, a connecticuti Wesleyan Egyetem alapítója. Francis Hoyt tanulmányait a Newbury Szemináriumban és a Wesleyan Egyetemen végezte, majd a Newbury rektora lett. 1848. december 24-én feleségül vette Phebe M. Dyart, akivel hat gyermekük született.

## Willamette Egyetem
1850-ben az Oregon Institute igazgatója, illetve feleségével együtt oktatója lett. 1853-tól az Oregon Institute-ból létrejött Wallamet Egyetem rektora lett; jelentős szerepe volt abban, hogy a törvényhozás engedélyezte az intézményt, melynek igazgatótanácsi tagja is volt. 1855 márciusában bejelentette lemondását, de végül nem távozott.
Regnálása alatt az intézmény áttért a hároméves, főiskolai képzések esetén a négyéves képzésre. 1860 elején újra igazgatótanácsi tagnak választották, de szeptemberben lemondott a rektori pozícióról. Miután az Ohiói Wesleyan Egyetem munkatársa lett, az év végén távozott. A Willamette Egyetem rektora 1860-ban Thomas Milton Gatch lett.

## Nyugdíjba vonulása
A Willamette-től való távozása után az Ohiói Wesleyan Egyetem teológiai tanszékének elnöke lett. 1872-től a Western Christian Advocate folyóirat szerkesztője, majd 1908-ig a Baldwin Egyetem oktatója volt. 1869-ben a Baldwinen, 1873-ban a Wesleyanen szerzett teológiadoktori (DDiv) végzettséget. Több metodista gyülekezetben is szerepet vállalt. 1868-ban a Bible Hand Book szerkesztője. 1912. január 21-én hunyt el.

## Fordítás
- Ez a szócikk részben vagy egészben  a   Francis S. Hoyt című angol Wikipédia-szócikk ezen változatának fordításán alapul.  Az eredeti cikk szerkesztőit annak laptörténete sorolja fel. Ez a jelzés csupán a megfogalmazás eredetét és a szerzői jogokat jelzi, nem szolgál a cikkben szereplő információk forrásmegjelöléseként.